# Kousanlampi
Kousanlampi är en sjö i kommunen Joensuu i landskapet Norra Karelen i Finland. Den är 10 meter djup. Arean är 38 hektar och strandlinjen är 6,71 kilometer lång. Sjön  ingår i Vuoksens huvudavrinningsområde.   Den ligger omkring 40 kilometer norr om Joensuu och omkring 410 kilometer nordöst om Helsingfors. 